# Vrocastro
Vrocastro ou Vrokastro é um sítio arqueológico correspondente a  um assentamento minoico situado na parte oriental da ilha de Creta, Grécia, no município de Ágios Nikolaos e na unidade regional de Lasíti. O antigo povoado era uma cidadela de montanha situado num monte com cerca de 300 metros de altitude, com vista sobre o golfo de Mirabelo, de cuja costa dista 600 metros em linha reta.
O sítio situa-se a cerca de 4  a leste da aldeia de Kalo Chorio, uma pequena estância turística situada 10 km a sudeste de Ágios Nikolaos (distâncias por estrada, bastante menos em linha reta). Nas proximidades há pelo menos dois importantes sítios arqueológicos: Vasilicí e Priniáticos Pírgos. Este último encontra-se 1,5 km a oeste de e remonta ao Neolítico.

## História e arqueologia

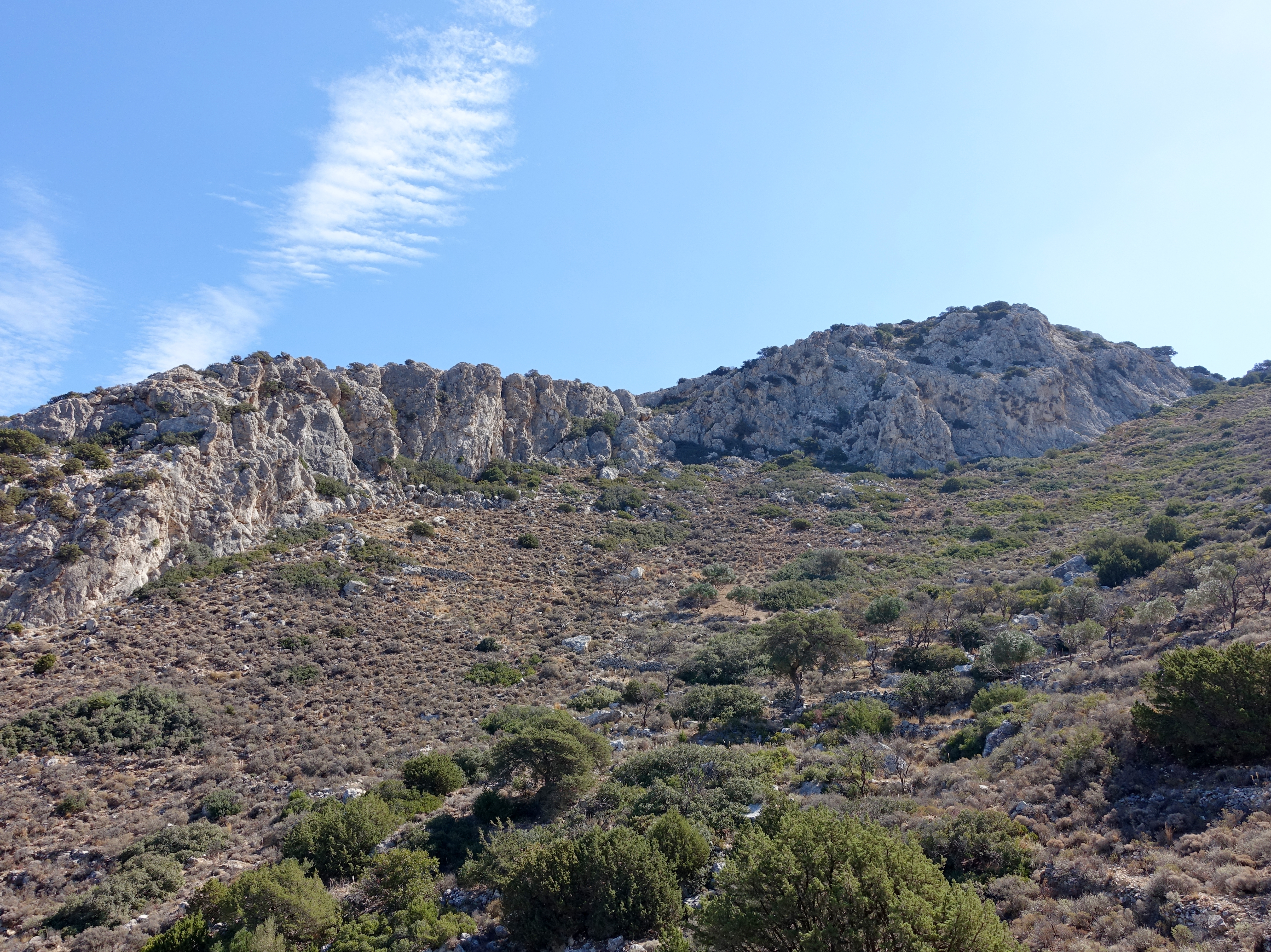
Localização do sítio arqueológico de Vrokastro (Βρόκαστρο) perto de Istro, município de Ágios Nikolaos, Creta, Grécia.

O sítio arqueológica é importante para o estudo da transição do final da Idade do Bronze para a Idade do Ferro primitiva. Foi inicialmente habitado durante o Período Minoano Médio (c. 2 100–1 700 a.C.) e foi depois reocupado no final da Idade do Bronze (ca. 1 250 a.C.), sendo habitado de forma contínua até ao século VIII ou VII a.C.
Entre 1910 e 1912, a arqueóloga norte-americana Edith Hayward Hall, do Museu de Arqueologia e Antropologia da Universidade da Pensilvânia, escavou as ruínas de um assentamento do período minoico. Pôs a descoberto um povoado do Minoano Médio e Idade do Ferro primitiva no cume e encosta norte, a cerca de 300 metros de altitude e escavou sepulturas de 1 200–700/650 a.C..
O local pode ter sido habitado até ao período geométrico (séculos XI a VIII a.C.) e um pouco mais tarde. Os académicos acreditam que os últimos enterramentos dos túmulos com abóbada em consola de Vrocastro são provavelmente contemporâneos do período protogeométrico.
Atualmente decorrem novos trabalhos arqueológicos no local. O Vrokastro Survey Project (Projeto de Levantamento de Vrocastro) foi iniciado por Barbara J. Hayden, da Secção do Mediterrâneo do Museu da Universidade da Pensilvânia.